# Sebacina allantoidea
Sebacina allantoidea är en svampart som beskrevs av R. Kirschner & Oberw. 2002. Sebacina allantoidea ingår i släktet Sebacina och familjen Sebacinaceae.   Inga underarter finns listade i Catalogue of Life.